# Бельское Устье
Бельское Устье  — деревня в восточной части Порховского района Псковской области в составе сельского поселения «Красноармейская волость».
Расположена на правом берегу реки Шелонь в 500 м от устья реки Белка, в 16 км к югу от райцентра Порхов. Соседние деревни:
Бараново (1 км),
Знаменка (0 км),
Новопетровское (1 км),
Холомки (2,5 км),
Алёнино-Захонье (2,5 км).

## Население
Численность населения составляет 186 жителей (2000 год).

## История
До 3 июня 2010 г. деревня входила в состав ныне упразднённой Туровской волости.

## Достопримечательности
- В деревне находится Храм Вознесения Господня (конец XVIII в).